# L'Autre
L'Autre je francouzsko-italský hraný film z roku 1991, který režíroval Bernard Giraudeau podle stejnojmenného románu spisovatelky Andrée Chedid. Snímek měl světovou premiéru na filmovém festivalu ve Figueira da Foz dne 9. září 1991.

## Děj
Simm je muž středního věku, který žije klidný život. Vše se změní poté, co jeho bývalá partnerka tragicky zemře, a on se rozhodne postarat o její dospívající dceru Lucie, se kterou nemá žádný skutečný vztah.

## Obsazení
| Francisco Rabal | Simm       |
| Smaïl Mekki     | Kamel      |
| Wadeck Stanczak | muž v okně |

## Ocenění
- César: nominace na nejlepší filmový debut (Bernard Giraudeau)